# تجمع بدو المحتيبة (المكلا)

تعديل مصدري - تعديل

تجمع بدو المحتيبة هي إحدى قرى عزلة المكلا بمديرية المكلا التابعة لمحافظة حضرموت، بلغ تعداد سكانها 61 نسمة حسب تعداد اليمن لعام 2004.